# Santiago Mouriño
Álvaro Santiago Mouriño González (Montevideo, 13 febbraio 2002) è un calciatore uruguaiano, difensore del Villarreal.

## Caratteristiche tecniche
Difensore centrale veloce, bravo nell'impostazione del gioco e nei passaggi, è abile nell'uno contro uno; ha iniziato a giocare a calcio come centrocampista, prima di essere arretrato di ruolo.

## Carriera
Cresciuto nel settore giovanile del Nacional, nel 2022 si trasferisce a parametro zero al Racing Montevideo, con cui vince il campionato di Segunda División.
Il 6 luglio 2023 viene acquistato dall'Atlético Madrid, con cui sigla un contratto quinquennale.
Dopo il prestito con diritto di riscatto all'Alavés, esercitato dal club spagnolo, l'Atlético Madrid a sua volta, il 31 luglio 2025, esercita l'opzione di recompra del giocatore per 4 milioni di euro.
Il 1° agosto 2025 viene ceduto a titolo definitivo al Villarreal, con cui firma un quinquennale.

## Statistiche

### Presenze e reti nei club
Statistiche aggiornate al 5 luglio 2023.
| Stagione        | Squadra           | Campionato      | Campionato | Campionato | Coppe nazionali | Coppe nazionali | Coppe nazionali | Coppe continentali | Coppe continentali | Coppe continentali | Altre coppe | Altre coppe | Altre coppe | Totale | Totale |
| Stagione        | Squadra           | Comp            | Pres       | Reti       | Comp            | Pres            | Reti            | Comp               | Pres               | Reti               | Comp        | Pres        | Reti        | Pres   | Reti   |
| --------------- | ----------------- | --------------- | ---------- | ---------- | --------------- | --------------- | --------------- | ------------------ | ------------------ | ------------------ | ----------- | ----------- | ----------- | ------ | ------ |
| 2022            | Racing Montevideo | SD              | 15         | 0          | CU              | 2               | 0               | -                  | -                  | -                  | -           | -           | -           | 17     | 0      |
| 2023            | Racing Montevideo | PD              | 14         | 0          | CU              | 0               | 0               | -                  | -                  | -                  | -           | -           | -           | 14     | 0      |
| Totale carriera | Totale carriera   | Totale carriera | 29         | 0          |                 | 2               | 0               |                    | -                  | -                  |             | -           | -           | 31     | 0      |

## Palmarès

### Club

#### Competizioni nazionali
- Segunda División Profesional de Uruguay: 1

Racing (M): 2022